# Fonds de Quarreux

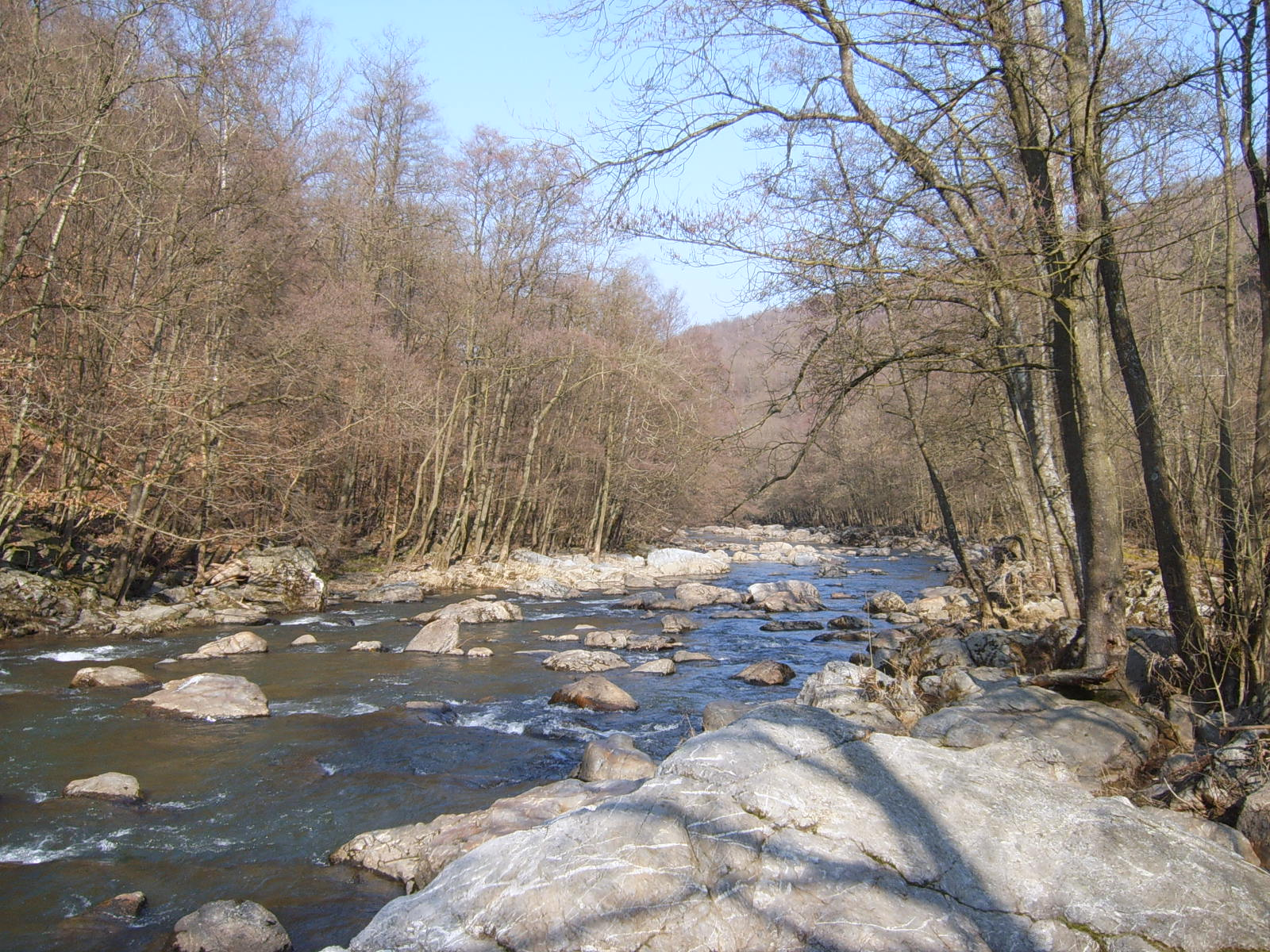
L'Amblève sur une petite distance des Fonds de Quarreux.

Les Fonds de Quarreux sont cette partie du lit de l'Amblève qui est considérée comme relevant du patrimoine majeur de Wallonie.
À cet endroit la vallée de l'Amblève est creusée dans des roches connues sous le nom de massif cambro-ordovicien de Stavelot. Il s'agit de roches sédimentaires, les plus vieilles de l'Ardenne, qui ont été engendrées puis plissées au cours du cycle calédonien, il y a entre 500 et 400 millions d'années. Ces roches sont notamment du quartzite (anciens sables). La résistance de ce type de roches explique qu'à l'endroit des Fonds de Quarreux la vallée soit profondément encaissée.
L'érosion des versants durant l'ère quaternaire a entraîné vers le lit de la rivière des glissements de terrain entraînant des blocs rocheux de toutes dimensions. Ces matériaux ont été emportés par les crues successives sauf, justement, les blocs de quartzite en raison de leur dimension importante. Leur forme arrondie s'explique par l'écoulement de la rivière charriant graviers et sables abrasifs. Ces blocs sont comme les témoins de l'érosion des versants.
Un peu en aval des Fonds de Quarreux, se trouve le confluent de l'Amblève et du Ninglinspo, ruisseau tumultueux repris aussi au patrimoine majeur de Wallonie.
« L'eau tumultueuse, les bloc rocheux épars et le cadre végétal sont les trois composantes de ce site qui dégage une ambiance paysagère forte. ».
La légende du « Meunier de Quarreux » de Frédéric Kiesel illustre ce site exceptionnel.

## Baignade interdite
La baignade dans l'Amblève y est interdite depuis 1996 sur toute l'entité de Nonceveux 